# Mario Bezares
Mario Bezares   (Santo Domingo Zanatepec, 11 de febrer de 1959) Mario Rodríguez Bezares (Santo Domingo Zanatepec, 11 de febrer de 1959), conegut com a Mario Bezares o Mayito, és un presentador, comediant i actor de televisió mexicà. És conegut per la seva participació, juntament amb Paco Stanley, en programes de televisió com Pácatelas! i Una darrere l'altra; així com pel seu ball denominat "el gallinazo", sent un hit musical al seu moment.